# 이규보로
이규보로(李奎報路)는 인천광역시 부평구 십정동에 있는 도로로, 총 연장은 1.511 km이다. 또한 당 도로명은 백운거사 이규보를 기리기 위해 명명되었다.

## 역사
- 2009년 10월 19일 : 도로명으로 이규보로를 고시

## 주요 경유지
- 부평구
  - 십정동

## 접촉하는 도로
- 마장로
- 아트센터로
- 열우물로
- 하정로

## 주변 시설
- 인천하정초등학교 (이규보로 14/십정동 393)
- 동암정든마을아파트 (이규보로 42/십정동 427-3)
- 미진빌라 (이규보로 46/십정동 434-10)
- 대성파크 (이규보로 54/십정동 434-2)
- 주공뜨란채아파트 (이규보로 79/십정동 608-4)
- 웅빈하이츠맨션 (이규보로 97/십정동 186-504)
- 용우빌라 (이규보로 99/십정동 186-463, 이규보로 101/십정동 186-462)[1]
- 백운타운 (이규보로 145/십정동 186-484)

## 같이 보기
- 이규보
- 이규보 묘